# Salémata
Salémata – miasto w Senegalu, w regionie Kédougou.